# Vrkoč bažinný
Vrkoč bažinný (Vertigo moulinsiana) je drobný, velmi vzácný plž velký asi 2 mm. Dříve běžný druh, postupně z naší krajiny téměř vymizel. Dnes relativně hojný v mokřadních nivách Liběchovky a Pšovky. Další významná populace se nachází na jihozápadní Moravě a omezeně se vyskytuje i v Bílých Karpatech. Uveden na Červeném seznamu ohrožených druhů.